# Ipauçu
Ipauçu är en ort i Brasilien.   Den ligger i kommunen Ipaussu och delstaten São Paulo, i den södra delen av landet, 800 km söder om huvudstaden Brasília. Ipauçu ligger 575 meter över havet och antalet invånare är 10 833.
Terrängen runt Ipauçu är platt åt nordväst, men åt sydost är den kuperad. Närmaste större samhälle är Santa Cruz do Rio Pardo, 17,5 km norr om Ipauçu.
Omgivningarna runt Ipauçu är en mosaik av jordbruksmark och naturlig växtlighet. Runt Ipauçu är det ganska glesbefolkat, med 48 invånare per kvadratkilometer.